# Madre Elvira
Madre Elvira, al secolo Rita Agnese Petrozzi, (Sora, 21 gennaio 1937 – Saluzzo, 3 agosto 2023) è stata una religiosa italiana.
Madre Elvira è stata una suora di carità appartenente all'ordine di Saint-Jeanne-Antide-Thouret ed era conosciuta come "la suora dei drogati", poiché fondatrice della Comunità Cenacolo e specializzata nell'assistenza ai tossicodipendenti.

## Biografia
Nacque nel 1937 a Sora, nel' frusinate, da una famiglia contadina molto povera. Durante la seconda guerra mondiale emigrò ad Alessandria, prima di entrare, all'età di 19 anni, nel convento di Borgaro Torinese, presso le Suore della Carità di Santa Giovanna Antida Thouret, dove acquisì il nome di Suor Elvira.
Dopo un primo periodo di attività presso alcuni asili e una breve riflessione, intuì la sua vera vocazione e, il 16 luglio 1983, insieme a una laica e ad altre suore del suo ordine, fondò la Comunità Cenacolo presso un edificio abbandonato sulla collina di Saluzzo, che ottenne in comodato gratuito dall'amministrazione comunale della città. 
In quegli anni in cui l'eroina mieteva innumerevoli vittime, Suor Elvira ebbe l'intuizione di creare una comunità per giovani emarginati e i tanti giovani tossicodipendenti che le avevano chiesto aiuto.
Il 16 luglio 2009, la Comunità Cenacolo venne riconosciuta dal Pontificio consiglio per i laici come Associazione Privata Internazionale di Fedeli di Diritto Pontificio.
Le fraternità della Comunità Cenacolo ammontano a oltre settanta e sono presenti in molti stati del mondo tra cui Croazia, Bosnia ed Erzegovina, Slovenia, Austria, Polonia, Russia, Irlanda, Francia, Stati Uniti d'America, Messico, Argentina e Brasile.
Negli ultimi anni divenne nota come Madre Elvira e si è spenta a ottantasei anni il 3 agosto 2023 dopo una lunga malattia degenerativa nella casa della fraternità in località Bramafarina, non lontana dalla storica sede saluzzese della Comunità Cenacolo.